# 海野八郎
海野 八郎（うみの はちろう、1907年〈明治40年〉8月 - 没年不明）は、日本の幼稚園経営者、地主・家主、資産家。

## 経歴
大阪府西成郡中津村出身。海野梅三郎の長男。1922年、家督を相続する。大阪市立実業学校を卒業。児童訓育を志し南海沿線助松に海辺幼稚園を経営する。大阪市内及び浜寺、春木、岸和田その他同沿線の児童を収容、専ら訓育に当たる。

## 人物
趣味は油絵、カメラ。宗教は浄土真宗。住所は大阪市東淀川区中津本通3丁目、中津本町3丁目。

## 家族・親族
海野家
- 祖父・八兵衛[9]（1843年 - ?、大阪平民、資産家）[10] - 見野佐治兵衛の三男[10]。1867年に八兵衛の養子となり1869年に家督を相続する[10]。住所は中津町下三番[9]。
- 父・梅三郎[11][12][13]（1864年 - ?、大阪平民、金融業[11]、貸金貸家業[13]、資産家[12][13]） - 海野八兵衛の四男[13]。住所は中津町下三番[11]。
- 母・巻[1][3]（1880年 - ?、地主・家主[4][5]、大阪、田中正次郎の姉[13]）
- 弟・三郎（1912年 - ?）[2][3]
- 妹[2][3]
- 妻・たき乃（1914年 - ?、兵庫、服部清太郎の妹）[2][3]

親戚
- 叔母スエの夫・見野文次郎（大阪府多額納税者、金融業、大阪府会議員）